# Mieczysław Tracz
Mieczysław Tracz (Żary, 1962. november 15. – Żary, 2019. szeptember 2.) lengyel birkózó, olimpikon.

## Pályafutása
Az LKS Agrosu Żary csapatában kezdte a birkózást. 1977-től a WKS Śląska Wrocław versenyzője volt. Háromszor nyert lengyel bajnokságot (1983, 1984, 1988). 1985-ben a Európa-bajnoki negyedik, 1987-ben világbajnoki hetedik helyezést ért el. Részt vett az 1988-as szöuli olimpián, ahol harmadik körben esett ki.

## Sikerei, díjai
- Lengyel bajnokság
  - bajnok: 1983, 1984, 1988